# Brunswick (Wisconsin)
Die Town of Brunswick ist eine von 13 Towns im Eau Claire County im US-amerikanischen Bundesstaat Wisconsin. Im Jahr 2010 hatte die Town of Brunswick 1624 Einwohner.
Town hat in Wisconsin eine grundlegend andere Bedeutung, als im übrigen englischsprachigen Bereich. Vielmehr entspricht sie den in den anderen US-Bundesstaaten üblichen Townships, die nach dem County die nächstkleinere Verwaltungseinheit bilden.

## Geografie
Die Town liegt im Westen des Eau Claire County, nahe an der Grenze zum Dunn County. Brunswick hat eine Fläche von 96,8 km², wovon 2,0 km² Wasser sind.

## Bevölkerung
Nach der Volkszählung im Jahr 2010 lebten in der Town of Brunswick 1624 Menschen in 658 Haushalten. Die Bevölkerungsdichte betrug 17,1 Einwohner pro Quadratkilometer. In den 658 Haushalten lebten statistisch je 2,46 Personen. 
Ethnisch betrachtet setzte sich die Bevölkerung zusammen aus 98,2 Prozent Weißen, 0,2 Prozent Afroamerikanern, 0,2 Prozent amerikanischen Ureinwohnern sowie 0,4 Prozent Asiaten; 1,0 Prozent stammten von zwei oder mehr Ethnien ab. Unabhängig von der ethnischen Zugehörigkeit waren 0,9 Prozent der Bevölkerung spanischer oder lateinamerikanischer Abstammung. 
21,2 Prozent der Bevölkerung waren unter 18 Jahre alt, 65,3 Prozent waren zwischen 18 und 64 und 13,5 Prozent waren 65 Jahre oder älter. 48,5 Prozent der Bevölkerung war weiblich.
Das mittlere jährliche Einkommen eines Haushalts lag bei 62.143 USD. Das Pro-Kopf-Einkommen betrug 31.116 USD. 6,6 Prozent der Einwohner lebten unterhalb der Armutsgrenze.

## Ortschaften in der Town of Brunswick
Neben Streubesiedlung existieren in der Town of Brunswick noch folgende gemeindefreie Siedlungen:
- Lufkin
- Mount Hope Corners